# المتعلمة (كتاب)
المتعلمة هي مذكرات عام 2018 للمؤلفة الأمريكية تارا ويستوفر. تشرح بالتفصيل رحلتها من حياتها المنعزلة في جبال أيداهو إلى إكمال برنامج الدكتوراه في التاريخ في جامعة كامبريدج، والتي بدأت دراستها الجامعية في سن 17 عامًا دون أن تحصل على تعليم رسمي. تستكشف كفاحها للتوفيق بين رغبتها في التعلم والعالم الذي سكنته مع والدها.
واعتباراً من 13 سبتمبر 2020 في صحيفة نيويورك تايمز، أمضى الكتاب 132 أسبوعًا متتاليًا في قائمة الكتب الأكثر مبيعًا غير الخيالية بغلاف مقوى. فاز الكتاب بجائزة أليكس لعام 2019 وادرج في القائمة المختصرة لجائزة لوس أنجلوس تايمز للكتاب، وجائزة جان ستاين للكتاب، وجائزتين من جائزة National Book Critics Circle.

## الجوائز
حصل كتاب ويستوفر على العديد من الجوائز والأوسمة:
- 2021: قائمة السيرة الذاتية والمذكرات الأكثر مبيعًا لـ Indiebound.[3]
- 2019: أفضل عشرة كتب صوتية رائعة للشباب من جمعية المكتبات الأمريكية (ALA).[4]
- 2019: الكتب المتميزة للكلية.[5]
- 2019: اختيرت ويستوفر من قبل مجلة تايم كواحدة من أكثر 100 شخصيات مؤثرة.
- 2019: جائزة أليكس من جمعية المكتبات الأمريكية.[6]
- 2018: جائزة دائرة نقاد الكتاب الوطنية للسيرة الذاتية.[7]
- 2018: أحد أفضل 10 كتب في صحيفة نيويورك.
- 2018: اختيار محرري أمازون لأفضل كتاب لعام 2018.[8]
- حصل على لقب كتاب العام من قبل جمعية بائعي الكتب الأمريكية.
- وصل إلى المرحلة النهائية لجائزة جون ليونارد من دائرة نقاد الكتاب الوطنية.
- وصل إلى المرحلة النهائية لجائزة السيرة الذاتية من دائرة نقاد الكتاب الوطنية.
- وصل إلى المرحلة النهائية لجائزة لوس أنجلوس تايمز للكتاب في السيرة الذاتية.
- وصل إلى المرحلة النهائية لجائزة أفضل كتاب مسموع من رابطة بائعي الكتب الأمريكية.
- أدرج في القائمة الطويلة لميدالية كارنيجي للتميز.
- الحائز على جائزة اختيار جود ريدز للسيرة الذاتية.
- الحائز على جائزة أودي للسيرة الذاتية/المذكرات.
- اختيار الرئيس باراك أوباما للقراءة الصيفية وقائمة كتبه المفضلة لهذا العام.[9]
- قائمة قراءة بيل جيتس للعطلات.[10][11]